# 埃莉·西蒙兹
埃莉·西蒙兹（英語：Ellie Simmonds，1994年11月11日—），英国女子游泳运动员。她曾代表英国参加2008年、2012年、2016年和2020年夏季残疾人奥林匹克运动会游泳比赛，获得九枚金牌、三枚银牌和三枚铜牌。